# Clyzomedus borneensis
Clyzomedus borneensis là một loài bọ cánh cứng trong họ Cerambycidae.